# Marlyse Meyer
Marlyse Madeleine Meyer (São Paulo, 7 de agosto de 1924 — São Paulo, 19 de julho de 2010) foi uma professora, ensaísta e crítica literária brasileira. Iniciou a carreira universitária como especialista da literatura francesa do século XVIII e do autor Marivaux. Dedicou-se ao estudo da cultura popular, como os folhetins, os almanaques, e a literatura de cordel. Ganhou o Prêmio Jabuti em 1997, na categoria ensaio, com Folhetim, uma história.

## Biografia
Meyer nasceu em São Paulo, filha de pais franceses. Ela se tornou estudante da Universidade de São Paulo, graduando-se em Letras em 1946 e doutorando-se em 1961, defendendo a tese As surpresas do amor - a convenção no teatro de Marivaux (tendo como orientador Alfred Bonzon).
Casou-se com João Alberto Meyer, físico polonês naturalizado brasileiro, mais conhecido como Jean Meyer. Ela lecionou literatura e cultura brasileira na Faculdade de Letras de Veneza (1955-1956) e na Universidade de Sorbonne (1960-1974). Na França, ela e o marido acolheram vários brasileiros exilados pela ditadura, entre eles José Leite Lopes.
Meyer voltou para o Brasil em 1975, ensinando na Unicamp e na USP, onde idealizou o grupo de pesquisas Instituto de Altos e Baixos Estudos.
Traduziu para o francês os livros Raízes do Brasil, de Sérgio Buarque de Hollanda, e Minha Vida de Menina, de Helena Morley.
Meyer foi diretora do Centro de Estudos do Memorial da América Latina entre 1999 e 2001. Em abril de 2009 ela se tornou professora emérita da USP.
Em 19 de julho de 2010, aos 85 anos, morreu após sofrer parada cardíaca. No ano seguinte, a biblioteca do Instituto de Estudos Brasileiros recebeu cerca de 4500 livros e revistas que faziam parte do acervo de Meyer.

## Livros
- Autores de cordel (Abril Cultural, 1980)
- Redescobrindo o Brasil: a festa na política (com Maria Lucia Montes) (TAQ, 1985)
- Pirineus, caiçaras — deambulações literárias (Unicamp, 1991)
- Maria Padilha e toda sua quadrilha (Duas Cidades, 1993)
- Surpresas do amor: a conversação no teatro de Marivaux (Edusp, 1993)
- Caminhos do imaginário no Brasil (Edusp, 1993)
- Folhetim, uma história (Companhia das Letras, 1997)
- As mil faces de um herói canalha (UFRJ, 1998)
- Do Almanak aos almanaques (org.) (Ateliê Editorial, 2001)